# Chalybion frontale
Chalybion frontale är en biart som först beskrevs av Franz Friedrich Kohl 1906.
Chalybion frontale ingår i släktet Chalybion och familjen grävsteklar. Inga underarter finns listade i Catalogue of Life.